# 李薦佳
李薦佳（？—？），字伯受，號省吾，河南潁川衛軍籍，直隸真定府趙州人，明朝政治人物。

## 生平
嘉靖三十七年（1558年）戊午科河南鄉試第六十三名，嘉靖四十四年（1565年）乙丑科進士。吏部觀政，授海鹽縣知縣，隆慶三年（1569年）四月行取，閏六月升戶部主事，萬曆二年（1574年）五月復除刑部，四年九月升員外郎，五年正月升郎中，二月升四川僉事，八年正月升四川參議，九年十一月升貴州副使，十一年正月致仕。

## 家族
曾祖李鑑，義官；祖父李琦，縣丞；父李際美，監生、累封主事。母王氏，累贈安人。弟李薦良、李薦成、李薦賓、李薦高、李薦仕、李薦元、李薦凱。